# Música de Asia Occidental y África del Norte
La música de Asia Occidental y África del Norte se expande a través de una vasta región, desde el oriente medio influenció (y ha sido influenciada por) la música de los griegos e indios, así como por las tradiciones de Asia Central, España, Sur de Italia, el Caucaso y los Balcanes, como se observa en la chalga. Entre las naciones que forman la región se incluyen países que hablan lenguas árabes de Oriente Medio y del Norte de África, las tradiciones iraquíes de Mesopotamia, tradiciones iraníes de Persia, las variadas tradiciones de Chipre, la música de Turquía, la música tradicional asiria, diferentes tradiciones Judías, kurdas, bereberes y coptas en países como Egipto lo cual provocó que muchos de estos se actualizaran en cuanto a las costumbres musicales.

## Influencia del Islam
A través de toda la región, la religión ha sido un factor común que ha servido para unir a gentes de diferentes lenguas, culturas y naciones. El predominio del Islam permitió que la influencia árabe se extendiera por toda la región a partir del siglo VII D.C.

## Características musicales
La escala árabe es fuertemente melódica, estando basada en torno a varios Maqam o modos (también conocidos como mugam en la música turca). Esto es similar al dastgah de la música persa. Si bien esta característica tiene un origen en la música clásica, el sistema modal se ha filtrado hasta el folk, la música litúrgica e incluso la música popular. A diferencia de buena parte de la música occidental, la música árabe utiliza cuarto de tono a medio camino entre las notas, lo que a menudo se consigue mediante el uso de instrumentos de cuerda (como el laúd) o la voz humana. Otras características distintivas de la música de Oriente Próximo y del Norte de África son las muy complejas estructuras rítmicas utilizadas, el uso de tonos vocales generalmente tensos y la textura homofónica.
En ocasiones, la música tradicional de Oriente Medio puede durar entre una y tres horas de duración, construyendo una estructura que provoca cierta ansiedad en el oyente hasta que se alcanza un nivel en el que se modifica totalmente y sin límites., o tarab, derivado del término árabe طرب tarraba.

## Géneros comunes
- Kpop
- Raï argelino
- Pop árabe
- Música arabesca
- Assyrian/Syriac folk music
- Música andalusí
- Música berber
- Música bizantina
- Liturgia cristiana (copta, siria, etc)
- Música clásica egipcia
- Chaabi & el-Gil egipcios
- Música kurda
- Mawwal
- Música nubia
- Música persa tradicional
- Música folk iraní
- Pizmonim- Liturgia judía
- Rapbesk
- Rnbesk
- Música de Somalia
- Sufi Music
- Sha'abi
- Música otomana clásica
- Música folclórica de Turquía

- Zéjel